# Nantoux
Nantoux település Franciaországban, Côte-d’Or megyében. Lakosainak száma 168 fő (2022. január 1.). Nantoux Mavilly-Mandelot, Volnay, Pommard, Bouze-lès-Beaune és Meloisey községekkel határos.

## Népesség
A település népességének változása:
| Lakosok száma | 125  | 157  | 155  | 186  | 158  | 166  | 167  | 166  | 166  | 168  |
|               | 1968 | 1982 | 1990 | 2006 | 2013 | 2015 | 2017 | 2019 | 2020 | 2022 |